# Baratili San Pietro
Baratili San Pietro es una localidad italiana de la provincia de Oristán, región de Cerdeña,  con 1.309 habitantes.

## Evolución demográfica
| Gráfica de evolución demográfica de Baratili San Pietro entre 1861 y 2001 |
|                                                                           |
| Fuente ISTAT - elaboración gráfica de Wikipedia                           |